# بخش نیور
بخش نیور (به فرانسوی: Arrondissement de Niort) یک بخش در فرانسه است که در دو-سور واقع شده‌است.